# Sustjie Mbumba

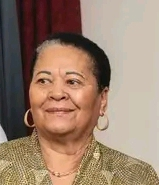
Sustjie Mbumba (2024)

Sustjie Mbumba (* 1. Mai 1953 in Rehoboth, Südwestafrika als Sustjie van Wyk) ist, als Ehefrau von Staatspräsident Nangolo Mbumba, seit Februar 2024 First Lady Namibias.

## Lebensweg
Mbumba studierte in Jamaika Zahnmedizin. Sie verbrachte während des namibischen Befreiungskampfs zwölf Jahre im Exil, vor allem in Angola.
Nach der staatlichen Unabhängigkeit Namibias 1990 begann sie für das Gesundheitsministerium zu arbeiten. Dort war sie maßgeblich am Masterplan gegen HIV/AIDS in Namibia beteiligt.
Am 8. August 1980 heiratete sie Nangolo Mbumba.
Sustjie Mbuma steht zahlreichen Wohltätigkeitsorganisationen vor, darunter der Ngeno Nakamhela Foundation in Kalkfeld und Women at Work. Sie ist seit 2024 Vorsitzende der Organisation of African First Ladies for Development (OAFLAD).